# Stade Óscar-Monterroso-Izaguirre
Le stade Óscar-Monterroso-Izaguirre est un stade multifonction situé à Retalhuleu au Guatemala. Le plus souvent utilisé pour le football.
Sa capacité est de 8 000 spectateurs.